# Literatura medieval
Se denomina literatura medieval a todos aquellos trabajos escritos principalmente en Europa durante la Edad Media, es decir, durante aproximadamente mil años transcurridos desde la caída del Imperio Romano de Occidente hasta los inicios del Renacimiento a finales del siglo XV. La 
literatura de este tiempo estaba compuesta básicamente de escritos religiosos, concepto amplio y complejo, que abarca desde los escritos más sagrados hasta los más profanos. A causa de la gran amplitud espacial y temporal de este período se hace fácil hablar de la literatura medieval en términos generales sin caer en simplificaciones. Por ello, es más adecuado caracterizar las obras literarias por su lugar de origen, su lenguaje o su género.

## Anonimato
La mayor cantidad de obras pertenecientes a la literatura medieval son anónimas. Esto no es debido únicamente a la falta de documentos de este período, sino también a que el papel que jugaban los autores en aquella época difiere considerablemente de la interpretación romántica del término en la actualidad. Los autores medievales estaban sometidos a menudo a los escritores clásicos y a los Padres de la Iglesia católica, y tendían a reescribir historias, que habían oído o leído, de forma embellecida, más que a crear historias nuevas. E incluso cuando creaban una nueva historia no suele quedar claro quién era el autor, ya que atribuían ciertas ideas a otros libros de otros autores.

## Literatura religiosa

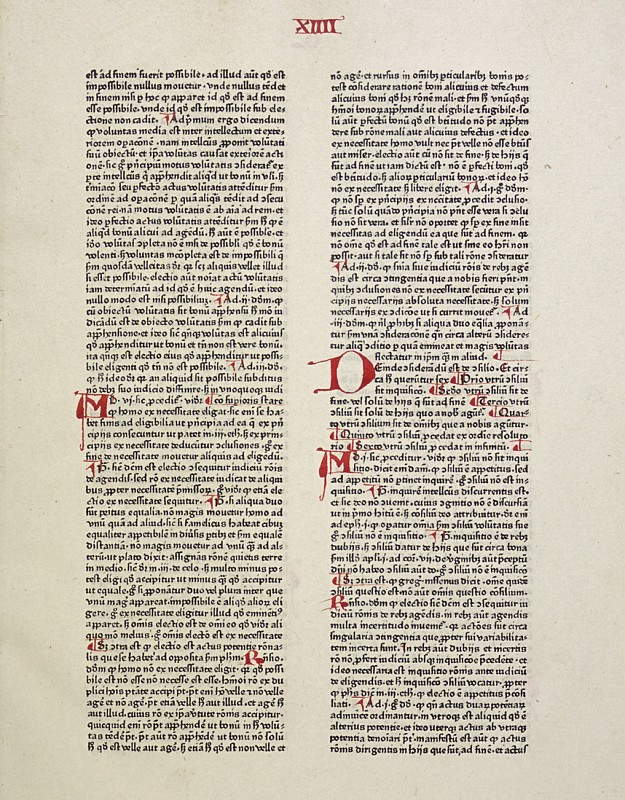
La Summa Theologiae de Santo Tomás de Aquino.

Los trabajos relacionados con la teología fueron el tipo de literatura dominante a lo largo de la Edad Media; el clero católico era el centro intelectual de la sociedad en esta época, razón por la que su producción literaria fue, con diferencia, la más aprovechada.
Numerosos himnos de esta época han sobrevivido al paso del tiempo, tanto litúrgicos como paralitúrgicos. La liturgia en sí misma no estaba establecida y numerosos misales competían y alegaban concepciones individuales de la misa. Ciertos estudiosos religiosos como Anselmo de Canterbury, santo Tomás de Aquino y Pierre Abélard escribieron largos tratados sobre teología y filosofía, tratando de reconciliar las enseñanzas de los autores griegos y paganos romanos con las doctrinas de la Iglesia católica. Las hagiografías, o las vidas de los Santos, también fueron escritas principalmente durante este periodo, a modo de estímulo para el devoto y de advertencia para el resto.

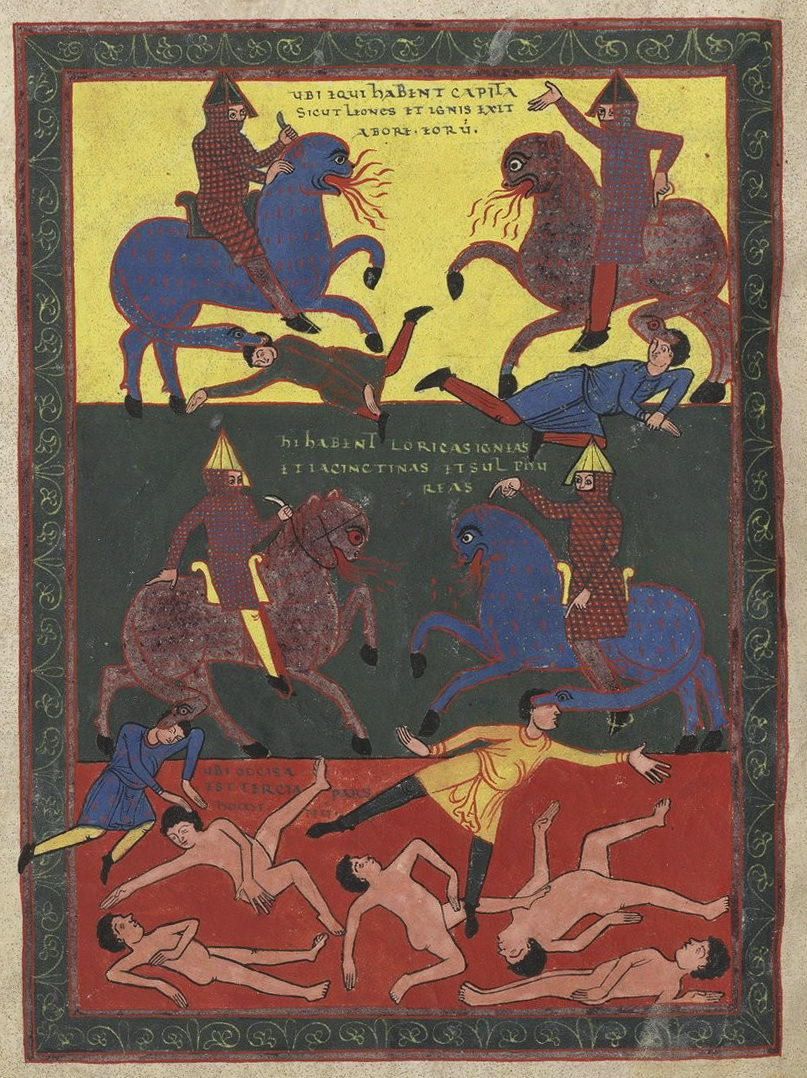
Los caballos con cabeza de león, Apocalipsis de Saint-Sever.

La Leyenda Dorada de Santiago de la Vorágine alcanzó gran popularidad en su tiempo. San Francisco de Asís fue otro prolífico poeta y los seguidores de su orden, los franciscanos, solían escribir poemas como una expresión de su piedad. Las obras Dies Irae (Día de la Ira) y Stabat Mater (Estaba la Madre) son obras destacadas dentro de los poemas latinos en materia de religión. La poesía goliárdica (estrofas de cuatro líneas de versos satíricos) fue una forma de arte utilizada por algunos clérigos para expresar su desacuerdo en algún tema. El único escrito religioso ampliamente extendido y no escrito por clérigos fueron los juegos misteriosos: perdiendo con el tiempo promulgaciones simples del tableaux de una escena bíblica sola, cada auto religioso se convirtió en la expresión de su pueblo de los acontecimientos cruciales en la Biblia. El texto de estas obras teatrales normalmente era controlado por las cofradías locales, y los autos religiosos eran llevados a cabo regularmente en días festivos determinados, a menudo durando todo el día y parte de la noche. Destaca el auto sacramental de la "Representación de Los Reyes Magos". Esta es la muestra de teatro más antigua.
Durante la Edad Media, la población judía residente en Europa también produjo un cierto número de escritores destacados. Maimónides, nacido en Córdoba (España), y Rashi, nacido en Troyes (Francia), son dos de los más conocidos y que más influencia tuvieron de entre los autores judíos.

## Literatura profana

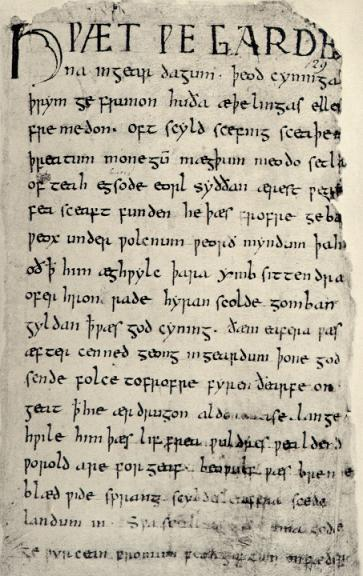
Primera página del Beowulf.

La literatura laica en este período no fue tan productiva como la literatura religiosa aunque gran parte del material ha sobrevivido y poseemos hoy una gran cantidad de obras de la época, crítica con la corrupción del clero.
El nacimiento de un nuevo tipo de literatura en la época medieval puede ejemplificarse en el cambio de sentido de la palabra «romance»”(en francés roman). Si en un principio se trató de traducir a las lenguas romances (mettre en roman) textos latinos tanto clásicos («materia antigua», o reescrituras de la Eneida, de Ovidio, Estacio y otros) como hagiografías o crónicas históricas, al dejar de lado las fuentes clásicas e inspirarse en tradiciones orales, surgió la expresión emprendre un roman, escribir, crear, un romance. El nuevo sentido de la palabra como sustantivo indica la creación de un nuevo género.
Las tradiciones orales mencionadas hacen referencia a la llamada materia de Bretaña, surgida de un fondo de mitos reelaborados por la cultura normanda de habla francesa que se extendía por Francia y las islas británicas. Aunque el concepto de historicidad era difuso en esa época, y se consideraba tan real a Edipo como a Carlomagno, las historias de los antiguos reyes bretones, junto con las leyendas que los rodeaban, no poseían la autoridad (autorictas) de la cultura clásica o la historia eclesiástica, y por tanto, los autores de la época pudieron apoderarse de esa materia y reinterpretarla más libremente. Es posible que la pequeña y mediana nobleza se adueñara de esta mitología como oposición a la cultura eclesiástica oficial, identificada con la alta nobleza. Le serviría para desarrollar los valores de la caballería, con la que se identificaba, y podría utilizarla más libremente, al no tener unos orígenes fijados.
El tema del amor cortés cobró importancia en el siglo XI, especialmente en las lenguas romances, principalmente el francés, el castellano, el provenzal, el gallego y el catalán, y en las lenguas griegas, dónde los cantantes ambulantes —los juglares— se ganaban la vida con sus canciones. Los escritos de los trovadores, que son los que difundían los juglares, eran conocidos como cantares de gesta y suelen ir asociados al anhelo no correspondido, pero no siempre es así, como se puede ver en la Alborada. En Alemania, el Minnesänger continuó la tradición de los trovadores. Los trovadores eran mejor vistos en la sociedad que los juglares, pero la difusión literaria que realizaban los juglares, nos permiten hoy mantener estas obras literarias.

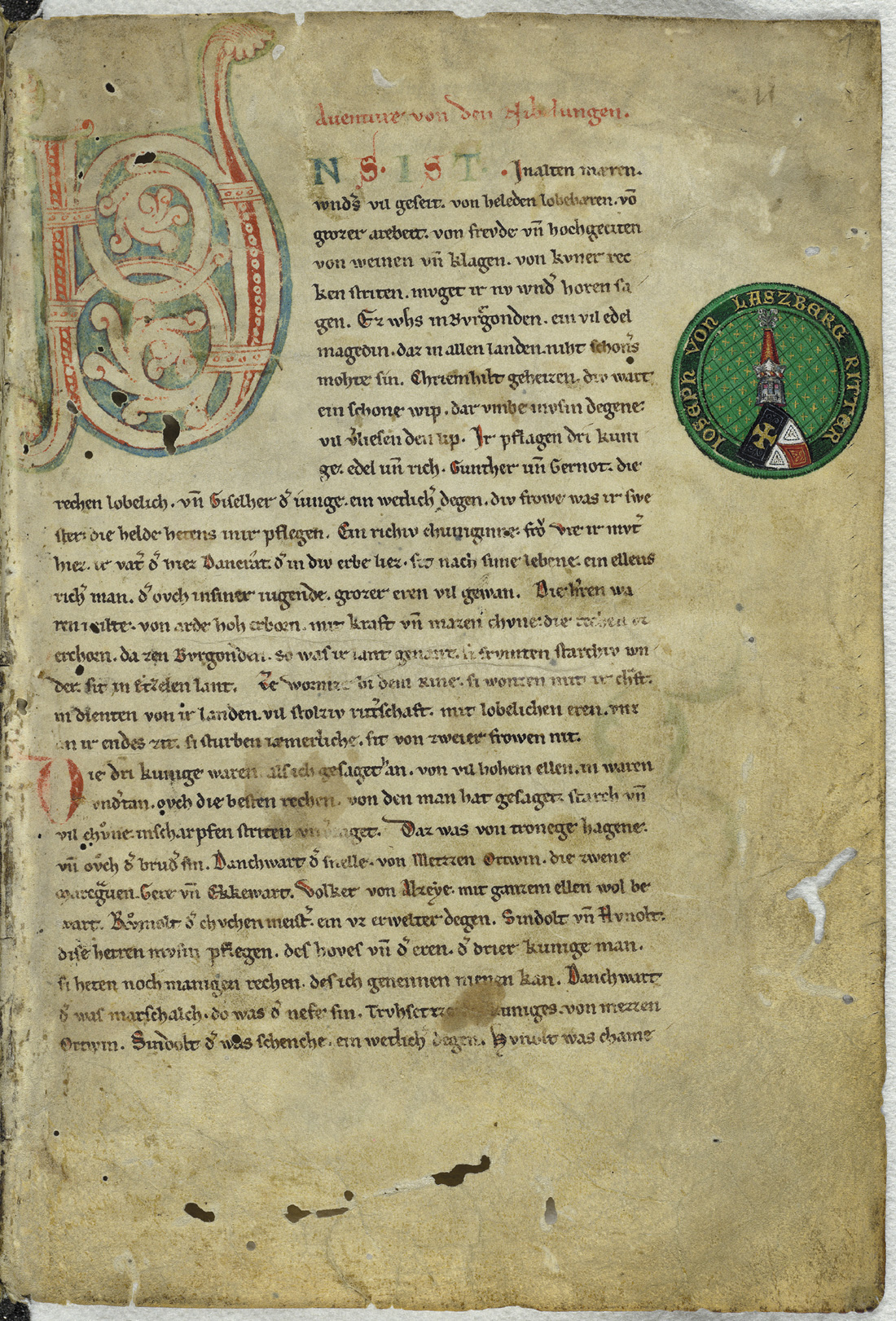
Manuscrito del Cantar de los nibelungos (v. 1220).

Además de los poemas épicos típicos de la tradición anglo-germánica, como el Beowulf o el Cantar de los nibelungos, otros poemas épicos incluidos dentro de los cantares de gesta como el Cantar de Mío Cid, el Cantar de Roldán y el Digenis Acritas, que tratan sobre la Materia de Francia y las canciones acríticas respectivamente, y los amoríos corteses a la manera de la cortesía romance, que tratan sobre la Materia de Bretaña y la Materia de Roma, lograron alcanzar una gran popularidad. El romance cortés no se distingue únicamente de los cantares de gesta por los temas tratados, sino también por su énfasis en el amor y en el código de honor de la caballería, en lugar de centrarse en acciones de guerra.
También se pueden encontrar en este período poesías políticas, especialmente a finales de la Edad Media, escritas tanto por clérigos como por escritores laicos, que utilizaban la forma del goliárdico. La literatura de viaje también fue muy popular en esta época, cuyos escritos entretenían a la sociedad con historias de fabulosas tierras (si no embellecidas, muchas veces falsas) más allá de las fronteras que la mayoría de las personas nunca habían cruzado. Cabe destacar la importancia de los peregrinajes en esa época, especialmente el de Santiago de Compostela, fuente de fábulas e historias influidas por la prominencia de los Cuentos de Canterbury de Geoffrey Chaucer.

## Literatura medieval escrita por mujeres

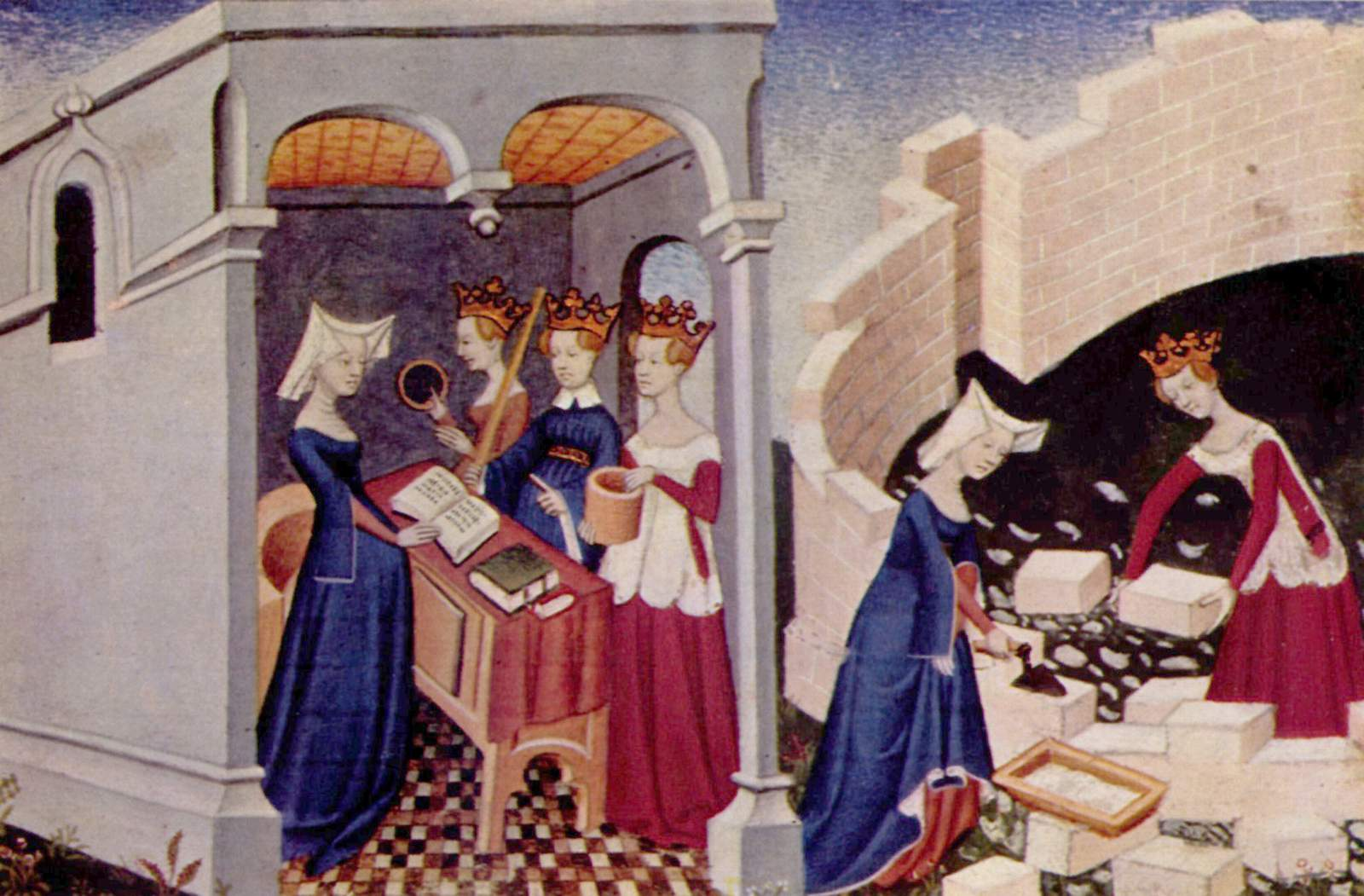
Miniatura de La Ciudad de las damas de Christine de Pisan.

Aunque las mujeres en el período medieval no se encontraran en igualdad de condiciones con los hombres (de hecho, abundaban los folletos misóginos, aunque muchas sectas, como los cátaros, ofrecían derechos y un estatus mayor a la mujer), algunas mujeres fueron capaces de utilizar su habilidad con la palabra escrita para ganar renombre. La escritura religiosa fue la opción más fácil para ellas —las mujeres que eran posteriormente canonizadas como santas solían haber publicado sus reflexiones, sus revelaciones y sus oraciones—. La mayor parte de los conocimientos actuales acerca de las mujeres en la Edad Media han sido adquiridos a través de los trabajos llevados a cabo por monjas como Clara de Asís, Brígida de Suecia y Catalina de Siena.
Sin embargo, las perspectivas religiosas de las mujeres fueron frecuentemente tachadas de poco ortodoxas por el poder establecido, y las experiencias místicas de autoras como Juliana de Norwich e Hildegard de Bingen nos dan una visión de una de las experiencias medievales, menos confortables para las instituciones que gobernaron Europa en esa época. Las mujeres también escribieron algunos textos influyentes entre los escritos laicos —las reflexiones en el amor cortés y en la sociedad por Marie de France y Christine de Pizan continúan siendo estudiadas por sus avanzados puntos de vista de la sociedad medieval—.

## La división estamental en la literatura medieval
Hacia finales del siglo XI se afianza en Europa un modelo trifuncional de la sociedad que tiene su origen en la estructura de los pueblos indoeuropeos y que continuará hasta las revoluciones burguesas del siglo XVIII. En algunos casos, rasgos de esta estructura pervivirán, en las sociedades de Antiguo Régimen, hasta el fin de la Primera Guerra Mundial.
Dicho modelo basa la estructura social en tres estamentos: oratores, bellatores, laboratores, es decir, los que rezan, los que guerrean y los que trabajan, siendo el modo por el que las élites religiosas, políticas y económicas justificaban su preeminencia sobre el resto de la sociedad. La continuidad histórica de este esquema así como sus variaciones tanto sociales como lingüísticas (del latín a las lenguas romances), quedará reflejada en numerosos textos literarios que han servido para la defensa de dichos esquemas por parte de los estudiosos en la materia.

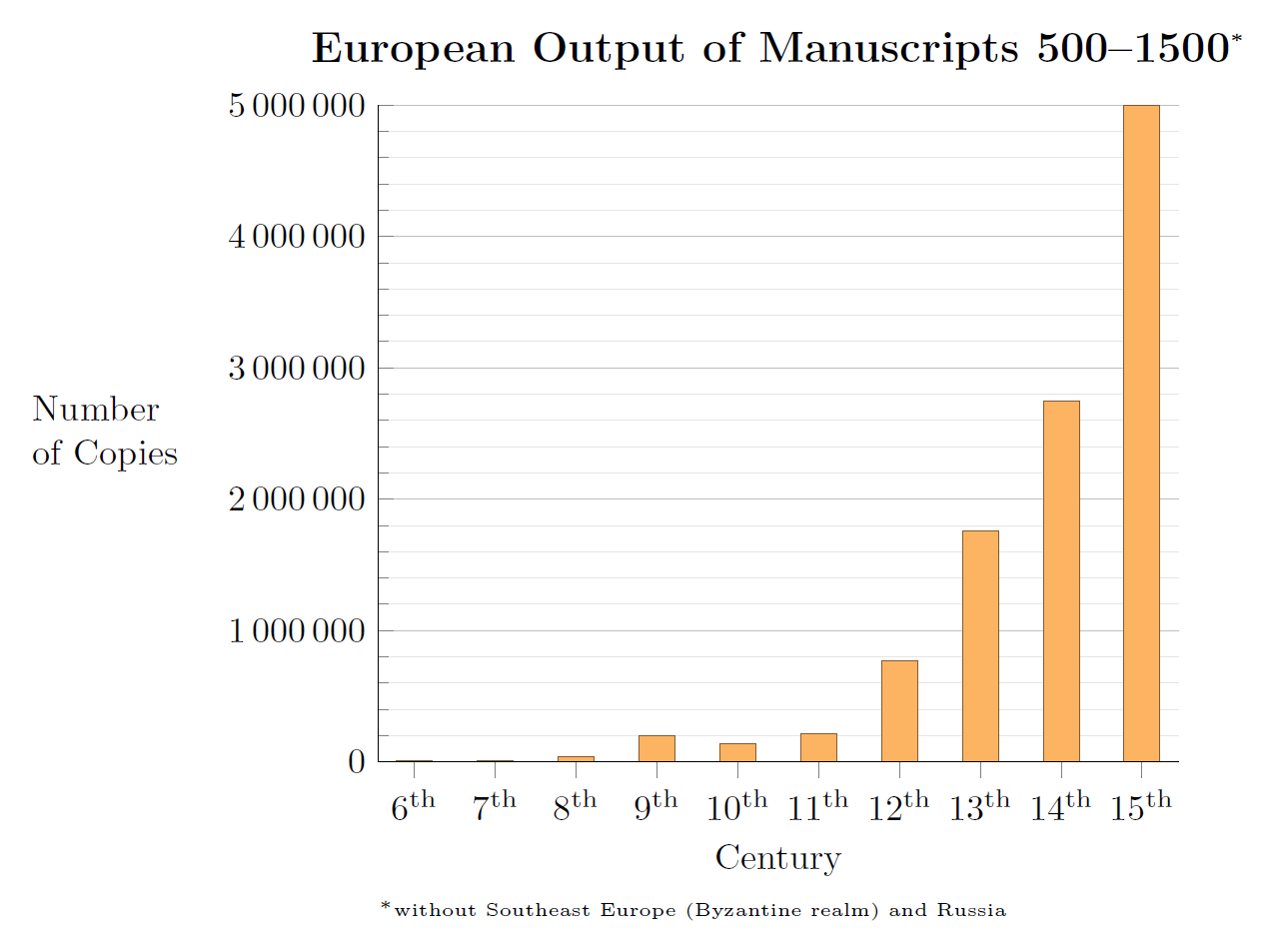
Producción de manuscritos medievales.

Es en dos obras del siglo XI donde el historiador Georges Duby sitúa el afianzamiento de esta estructura. La primera de ellas, de Gerardo de Cambrai, es una biografía panegírica escrita hacia 1024: la Gesta episcoporum cameracensium. En la Gesta de los obispos de Cambrai se nos presenta la siguiente afirmación: «Desde los orígenes el género humano estaba dividido en tres: oradores, labradores y guerreros». La segunda obra, de Adalberón de Laon, es un poema político dedicado a Roberto, rey de los francos. El Carmen Robertum regem francorum (1027-1031) expone la misma idea de la siguiente manera: «Triple es la casa de Dios que se cree una. Unos oran, otros combaten, otros también trabajan. Sobre la función de uno reposan las obras de los otros dos; cada uno a su turno ayuda a los demás». El hecho que ambas obras fueran escritas por obispos demostraría que ambos episcopados eran tanto depositarios de la cultura clásica como productores naturales de ideología.
Esta estructura tripartita ya se había mostrado, de algún modo, en textos anteriores que se habían ido transmitiendo a lo largo de los siglos. Hay que recordar que la Edad Media tuvo más de continuista que de rupturista. En las Etimologiae de San Isidoro de Sevilla (c. 560-636), este describe la división de la sociedad romana «in senatoribus, militibus, et plebibus» concepto que parece proceder, a su vez, de la Eneida de Virgilio o los «comentarius» de Servio. Asimismo la influencia de Agustín de Hipona (354-450) y de su modelo tripartito de praelati, monachi, laici tuvo gran difusión en la Hispania visigótica. Más tarde, Haymón de Auxerre († hacia 865/6) sustituirá este esquema por el de sacerdotes, milites, agricultores que, de modo parecido, también transmitiría Heric de Auxerre (841-876). En el mismo marco temporal del siglo IX, en Inglaterra, el rey Alfredo el Grande tradujo De consolatione Philosophiae de Boecio añadiendo a la idea trifuncional la figura del rey en el vértice. Es probable que esta estructura provenga del mundo celta dada la preeminencia de la figura real respecto a los demás estamentos: «Así, he aquí los materiales y los útiles con los cuales el rey debe reinar para tener un país próspero: debe tener hombres de oración (gebelmen), hombres de guerra (fyrdmen) y hombres de labor (weorcmen)».
El esquema expuesto por Gerardo de Cambrai y Adalberón de Laon resurge con gran fuerza, todo y que con algunas variantes, hacia la segunda mitad del siglo XII. La Historia de los duques de Normandía, escrita por Benoît de Sainte-Maure en el último cuarto del siglo XII, introduce, tal como indica Duby, un elemento importante a dicho esquema tripartito. Tratándose de una obra encargada por el rey Enrique II de Inglaterra, conde de Anjou, duque de Normandía y de Aquitania, estaba destinada a ensalzar la propia dinastía, por lo que de modo parecido a Alfredo el Grande, coloca a la figura real en una posición preeminente respecto a las demás. Un aspecto importante a destacar es que este panegírico fue escrito en romance en lugar de en latín sirviendo esto para ilustrar el cambio lingüístico que se estaba produciendo en aquel período.
En el mismo siglo encontramos, también, el primer testimonio de roman antique. Se trata del Roman d’Alexandre, escrito por Alberico de Pisançon hacia 1130, donde el esquema trifuncional aparece trasladado al ambiente cortesano. Como indica Duby, en este texto se aconseja que: «no es bueno que los jefes de los principados escuchen el consejo de los “siervos”, sino solo el de los “gentiles caballeros”» (los que son de buen «género», de buena generación, de buena estirpe), el de los clérigos «cuerdos y buenos» (aquellos que tienen un cuerpo lleno de arrojo y el espíritu iluminado por la sabiduría; el cuerpo, el espíritu y la «rectitud» que mantiene el equilibrio entre ambos), por último, el de las «damas y doncellas».
En el ámbito hispánico la reaparición del esquema trifuncional se dará en el siglo XIII en dos textos jurídicos: los Fueros de Aragón, en la versión de la Compilación de Huesca (1247) y las Partidas de Alfonso X (1256-1265) en donde la división oratores, bellatores, laboratores aparece claramente definida.

## Rasgos de la literatura medieval
Estos rasgos están relacionados con las peculiaridades del mundo medieval:
la oralidad, ya que algunas de las manifestaciones literarias más importantes y destacadas de la Edad Media fueron difundidas oralmente porque eran concebidas para ello. Romances, poesía épica y obras de la lírica popular eran leídas en los monasterios ante un auditorio de peregrinos; la anonimia, que va asociada a la oralidad pero es otro rasgo. En los inicios de la literatura, el autor que escribía las obras era irrelevante; el didactismo, que hasta el siglo XV los valores de la literatura son moralizantes y lo que pretenden es transmitir al lector unos conocimientos o educar sobre cómo deben de comportarse (sobre todo los nobles y príncipes). Este rasgo se aprecia en el mester de clerecía; el predominio del verso debido a que las obras literarias de la Edad Media no se destinan a la lectura, sino a la recitación. Es por ello por lo que se prefiere el verso antes que la prosa porque este tiene ritmo y rima. Ello no impedirá el futuro desarrollo de la prosa.

## Literatura notable de este período
- Amadís de Gaula, anónimo.
- La Alexiada, Ana Comnena.
- Digenis Acritas, autor griego anónimo.
- Beowulf, autor anglosajón anónimo.
- Cantar de Roldán, autor francés anónimo.
- Cantar de mio Cid, autor anónimo.
- Cantigas de Santa María, Alfonso X el Sabio.
- David de Sassoun, autor anónimo de Armenia.
- Cato (Distichs of Cato), Dionysius Cato.
- La ciudad de las damas, Christine de Pizan.
- El libro del hombre civilizado, Daniel de Beccles.
- Libro de buen amor, Juan Ruiz.
- El libro de Margery Kempe, Margery Kempe.
- Brut, Layamon.
- Roman de Brut, Wace.
- Consolatio philosophiae, Boethius.
- Cuentos de Canterbury, Geoffrey Chaucer.
- Decamerón, Giovanni Boccaccio.
- El diálogo de la divina providencia, Catalina de Siena.
- Passionibus Mulierum Curandorum, Trotula de Salerno.
- La divina comedia, Dante Alighieri.
- Dukus Horant, primer trabajo amplio en Yidis.
- Edda poética, varios autores islandeses.
- Sir Gawain y el Caballero Verde, autor inglés anónimo.
- Heimskringla, Snorri Sturluson.
- Historia ecclesiastica gentis Anglorum (La historia eclesiástica de la gente inglesa), el Venerable Bede.
- Hypnerotomachia Poliphili, Francesco Colonna.
- El caballero en la piel de tigre, Shotá Rustaveli.
- Lais de María de Francia, Marie de France.
- The Letters of Abelard and Heloise.
- Das fließende Licht der Gottheit, Mechthild de Magdeburgo.
- Ludus de Antichristo, autor alemán anónimo.
- Mabinogion, varios autores galeses.
- Metrical Dindshenchas, poemas onomásticos irlandeses.
- Le Morte d'Arthur, Sir Thomas Malory.
- Cantar de los nibelungos, autor alemán anónimo.
- Saga de Njál, autor islandés anónimo.
- Parzival, Wolfram von Eschenbach.
- Pedro el Labrador, William Langland.
- Proslogium, Anselmo de Canterbury.
- Revelations of Divine Love, Juliana de Norwich.
- Roman de la Rose, Guillaume de Lorris y Jean de Meun.
- Scivias, Hildegard de Bingen.
- Sic et Non, Pedro Abelardo.
- Exercitia Spiritualia, Gertrudis de Helfta.
- Summa Theologiae, Santo Tomás de Aquino.
- Táin Bó Cúailnge, autor irlandés anónimo.
- Cantar de las huestes de Ígor, autor eslavo oriental anónimo.
- Tirant lo Blanc, Joanot Martorell.
- Los viajes de Marco Polo, Marco Polo.
- Tristán, Tomás de Inglaterra.
- Tristán, Béroul.
- Trionfi, Francisco Petrarca.
- Waltharius, Ekkehard.
- Edda prosaica, Snorri Sturluson.
- Yvain, el Caballero del León, Chrétien de Troyes.
- Gesta Danorum, Saxo Grammaticus.